# Петропавловск Камчатски
Петропавловск Камчатски (рус. Петропавловск-Камчатский) град је у Русији у Камчатском крају. Град је административни, индустријски, научни и културни центар Камчатског краја. Према попису становништва из 2010. у граду је живело 179.526 становника. Већину становништва представљају Руси и Украјинци. Овај град је по становништву већи од сусједне Магаданске области и аутономног округа Чукотке.

## Историја
Град је основао Витус Беринг, који је стигао до луке Аваче године 1740. и поставио камен темељац за луку Петропавловск, која је добила име по његова два брода — „Свети Павле“ и „Свети Петар“ — саграђена у Охотску за потребе његове друге експедиције.

## Географија
Сам град је смјештен на висоравни окруженој вулканима; штавише, из самог града се тешко може видјети хоризонт из било које тачке, јер је цјелокупан окружен планинама и вулканима. Иза луке Аваче се налази највећа руска подморничка база „Рибачиј“ која је основана за вријеме СССР и која и даље припада активној Руској морнарици.

### Клима
Клима у Петропавловску Камчатском је субарктичка и количина падавина се процјењује на око 860 милиметара, што је око 3 пута више него нпр. у Сибиру, и при чему већину представља снијег. Зими је клима блажа него у Сибиру — типична температура у јануару је у просјеку -7,3 °C, а љети, у јулу, максимална температура је у просјеку око 20 °C.

## Становништво
Према прелиминарним подацима са пописа, у граду је 2010. живело 179.526 становника, 18.502 (9,34%) мање него 2002.
| 1939.  | 1959.  | 1970.   | 1979.   | 1989.   | 2002.   | 2010.   |
| ------ | ------ | ------- | ------- | ------- | ------- | ------- |
| 35.573 | 85.582 | 153.885 | 214.977 | 268.747 | 198.028 | 179.780 |

## Привреда
У Петропавловску Камчатском су се за вријеме Совјетског Савеза ловиле велике количине рибе (нарочито лососа) и краба за исхрану, али од пада Совјетског Савеза права на риболов у овој области су продата страним произвођачима.
Град има развијену инфракструктуру за туризам. Око 20 туристичких агенција, колико их има, нуди широк опсег услуга, од лова на медвједе до параглајдинга. Међутим, не постоји изграђен пут до Камчатке, што Петропавловск Камчатски чини другим највећим таквим градом на свијету, послије Икитоса у Перуу. Због свега тога, Петропавловск Камчатски је скуп за туристички одмор, али му популарност у задње вријеме расте због богате природе, вулкана, ријетких животињских врста, незагађености и других туристичких квалитета. У граду се налази истоимени аеродром, „Петропавловск Камчатски“.

## Међународна сарадња
- Аналаска, Сједињене Америчке Државе (од 1990)
- Куширо, Јапан (од 1998)
- Севастопољ, Русија (од 2009)